# Emporium (Pennsilvània)
Emporium és una població dels Estats Units a l'estat de Pennsilvània. Segons el cens del 2000 tenia 2.526 habitants.

## Demografia
Segons el cens del 2000, Emporium tenia 2.526 habitants, 1.089 habitatges, i 626 famílies. La densitat de població era de 1.336 habitants per quilòmetre quadrat.
Dels 1.089 habitatges en un 26,1% hi vivien nens de menys de 18 anys, en un 41,1% hi vivien parelles casades, en un 12,1% dones solteres, i en un 42,5% no eren unitats familiars. En el 38,8% dels habitatges hi vivien persones soles el 20,8% de les quals corresponia a persones de 65 anys o més que vivien soles. El nombre mitjà de persones vivint en cada habitatge era de 2,26 i el nombre mitjà de persones que vivien en cada família era de 2,99.
Per edats la població es repartia de la següent manera: un 24,5% tenia menys de 18 anys, un 7% entre 18 i 24, un 25,6% entre 25 i 44, un 21,5% de 45 a 60 i un 21,5% 65 anys o més.
L'edat mediana era de 40 anys. Per cada 100 dones de 18 o més anys hi havia 83,6 homes.
La renda mediana per habitatge era de 28.618 $ i la renda mediana per família de 37.610 $. Els homes tenien una renda mediana de 30.461 $ mentre que les dones 25.087 $. La renda per capita de la població era de 15.239 $. Entorn del 8,2% de les famílies i el 12% de la població estaven per davall del llindar de pobresa.

## Poblacions més properes
El següent diagrama mostra les poblacions més properes.